# Сундурское (сельское поселение)
Сундурское — упразднённое муниципальное образование со статусом сельского поселения в Игринском районе Удмуртии Российской Федерации.
Административный центр — деревня Сундур.

## История
Статус и границы сельского поселения установлены Законом Удмуртской Республики от 19 ноября 2004 года № 65-РЗ «Об установлении границ муниципальных образований и наделении соответствующим статусом муниципальных образований на территории Игринского района Удмуртской Республики»
К 18 апреля 2021 года упраздняется в связи с преобразованием района в муниципальный округ.

## Население
| 2010  | 2012  | 2013  | 2014  | 2015  | 2016  | 2017  |
| ----- | ----- | ----- | ----- | ----- | ----- | ----- |
| 1141  | ↘1127 | ↗1135 | ↘1120 | ↗1129 | ↗1134 | ↘1119 |
| 2018  | 2019  | 2020  |       |       |       |       |
| ↘1114 | ↘1106 | ↘1094 |       |       |       |       |

## Состав сельского поселения
| № | Населённый пункт | Тип населённого пункта          | Население |
| - | ---------------- | ------------------------------- | --------- |
| 1 | Байвал           | деревня                         | ↗145      |
| 2 | Выселок Кушья    | деревня                         | ↘49       |
| 3 | Кузьмовыр        | деревня                         | ↘168      |
| 4 | Левая Кушья      | деревня                         | ↘101      |
| 5 | Лоза             | деревня                         | ↘63       |
| 6 | Правая Кушья     | деревня                         | ↗67       |
| 7 | Сундур           | деревня, административный центр | ↘530      |
| 8 | Чуралуд          | деревня                         | ↘4        |